# 틸라코이드

틸라코이드의 구조

틸라코이드(Thylakoid)는 엽록체와 남조류세포 내부에서 볼 수 있는 이들 내부공간에 위치하거나 막을 연결하는 세포기관이며, 광합성의 명반응이 이루어지는 공간을 제공한다. "틸라코이드"라는 이름은 '주머니'라는 의미의 그리스어의 단어인 'thylakos'에서 유래하였다. 틸라코이드는 틸라코이드 내강(Thylakoid Lumen)과 이를 둘러싼 틸라코이드 막으로 구성된다. 엽록체 틸라코이드는 종종 "그라나"(단수형으로는 "그라눔")라고 불리는 층상구조를 이루며, '인테르그라나'나 '스트로마'(Stroma)에 의해 고정된다.

## 엽록체와 틸라코이드 구조
| |
| 1.틸라코이드 층상(그라눔,Granum),2. 엽록체 막(Chloroplast envelope),2.1외막(outer membrane),2.2 막간(intermembrane space),2.3내막(inner membrane),3. 틸라코이드(Thylakoid) 3.1 틸라코이드 내강(Lumen) , 3.2 틸라코이드 막, 4. 틸라코이드 기질(Stromal thylakoid), 5. 틸라코이드 과립자(Granal thylakoid), 6. 엽록체 기질(Stroma), 7. 핵물질(Nucleoid) , 8. 리보좀(Ribosome) , 9.플라스토글로불루스(Plastoglobulus), 10. 녹말입자(Starch granule) |

## 같이 보기
- 광합성

## 참고 문헌
- Heller, H. Craig; Orians, Gordan H.; Purves, William K.; & Sadava, David (2004). 《LIFE: The Science of Biology》 7판. Sinauer Associates, Inc. ISBN 0-7167-9856-5.
- Raven, Peter H.; Ray F. Evert, Susan E. Eichhorn (2005). 《Biology of Plants》 7판. New York: W.H. Freeman and Company Publishers. 115–127쪽. ISBN 0-7167-1007-2.
- Herrero A and Flores E (editors). (2008). 《The Cyanobacteria: Molecular Biology, Genomics and Evolution》 1판. Caister Academic Press. ISBN 978-1-904455-15-8.